# Ринэстроз
Ринэстроз (Rhinoestrosis) — миаз человека и лошадей, вызываемый личинками оводов рода Rhinoestrus.

## Этиология
Основной возбудитель энтомоза — личинки белоголового овода Rhinoestrus purpureus (Brauer, 1858).
Имаго достигает 8-12 мм в длину. Пурпурно-коричневого цвета. Ноги короткие. Имеют 3 чёрные точки у основания крыльев.
Личинки 1-й стадии — до 1 мм длиной, затем перед линькой увеличиваются до 3,5 мм. Основная масса шипов сосредоточена на вентральной стороне сегментов. Личинки 3-й стадии — около 18 мм длиной. С дорсальной стороны тело выпуклое, с вентральной — плоское. Цвет личинки — белый, затем образуются коричневые полоски, которые потом приобретают бурую окраску. На переднем сегменте имеется пара длинных изогнутых крючков. Между ними расположено ротовое отверстие. Все сегменты несут по нескольку рядов шипиков.

## Ринэстроз человека
Rhinoestrus purpureus может вызвать у человека офтальмомиаз.
Личинки прикрепляются к конъюнктиве или склере, вызывая их воспаление, а иногда и повреждение глазного яблока.
Лечение: личинок удаляют из глаза промыванием борной водой.
Возбудитель также способен к паразитированию в полости рта, носовой впадине, в гортани и зеве (см. Назальный миаз, Оральный миаз).

## Ринэстроз лошадей
Возбудители — личинки оводов Rhinoestrus purpureus, Rh. latifrons, Rh. usbekistanicus.
Самки живородящие. На лету впрыскивают в ноздри животных до 60 личинок. Самка в течение своей жизни рождает 450—800 личинок и погибает.
Обильно покрытые шипиками личинки (около 1 мм длиной) цепляются за слизистую оболочку и уползают в полость носа, где проходят три стадия развития. Личинки проникают в лабиринты решётчатой кости и лобные пазухи; питаются продуктами воспаления слизистых оболочек.
У больных лошадей наблюдают стойкий ринит, в носовом истечении нередко обнаруживают следы крови. На слизистой оболочке носовой полости видны язвы и рубцы. У животных отмечают инспираторную одышку, истощение, нервные расстройства. Возможна гибель животных. При вскрытии обнаруживают изъязвление и гиперемию слизистых оболочек в местах локализации личинок. На дне язв — гнойная масса и скопление личинок овода.